# Gert Verheyen
Gert Verheyen (n. Hoogstraten, Bélgica, 20 de septiembre de 1970) es un exfutbolista belga, que se desempeñó como delantero y militó en diversos clubes de Bélgica. 

## Selección nacional
Verheyen jugó 50 partidos internacionales, para la selección nacional belga y anotó 10 goles. Participó con la selección belga, en 2 ediciones de la Copa Mundial, que fueron en la cita de Francia 1998, donde su selección quedó eliminado, en la primera fase de aquel torneo y en la de Corea del Sur y Japón 2002, donde la selección belga quedó eliminada, en la fase de los Octavos de final, tras perder ante Brasil, que terminó siendo campeón invicto de aquel mundial.

## Clubes
| Club        | País    | Año         |
| ----------- | ------- | ----------- |
| Lierse      | Bélgica | 1986 - 1988 |
| Anderlecht  | Bélgica | 1988 - 1992 |
| Club Brujas | Bélgica | 1992 - 2006 |

## Participaciones en Copas del Mundo
| Mundial                        | Sede                  | Resultado        |
| ------------------------------ | --------------------- | ---------------- |
| Copa Mundial de Fútbol de 1998 | Francia               | Primera Fase     |
| Copa Mundial de Fútbol de 2002 | Corea del Sur y Japón | Octavos de final |